# Hockey Roller Club Monza 2016-2017
Questa voce raccoglie le informazioni riguardanti l'Hockey Roller Club Monza nelle competizioni ufficiali della stagione 2016-2017.

## Maglie e sponsor
Lo sponsor ufficiale per la stagione 2016-2017 è TeamServiceCar.
| 1ª divisa | 2ª divisa |

## Organigramma societario
- Presidente: Andrea Brambilla
- Vicepresidente: Franco Girardelli
- Consiglieri: Graciela Angarita, Edoardo Enrini
- Direttore sportivo: Franco Girardelli
- Segreteria: Andrea Nobili
- Addetto stampa: Federico Faicchia

## Organico

### Giocatori
| N° | Naz.                 | Ruolo | Sportivo            |  |  |  |
| -- | -------------------- | ----- | ------------------- |  |  |  |
| 2  | Spagna (bandiera)    | E     | Enric Martì         |  |  |  |
| 3  | Argentina (bandiera) | E     | Julian Martinez     |  |  |  |
| 4  | Argentina (bandiera) | E     | Lucas Martínez      |  |  |  |
| 5  | Italia (bandiera)    | E     | Andrea Camporese    |  |  |  |
| 6  | Italia (bandiera)    | E     | Filippo Compagno    |  |  |  |
| 7  | Italia (bandiera)    | E     | Francesco Compagno  |  |  |  |
| 8  | Italia (bandiera)    | E     | Marcello Besana     |  |  |  |
| 9  | Italia (bandiera)    | E     | Matteo Zucchetti    |  |  |  |
| 10 | Italia (bandiera)    | P     | Edoardo Vergine     |  |  |  |
| 13 | Argentina (bandiera) | P     | Juan Eduardo Oviedo |  |  |  |
| 20 | Italia (bandiera)    | P     | Giuseppe Piscitelli |  |  |  |
| 85 | Italia (bandiera)    | E     | Matteo Galimberti   |  |  |  |

### Staff
- Allenatore:  Tommaso Colamaria
- Meccanico:  Massimigliano Ogliari